# Hotchkiss 1922/1926/1934

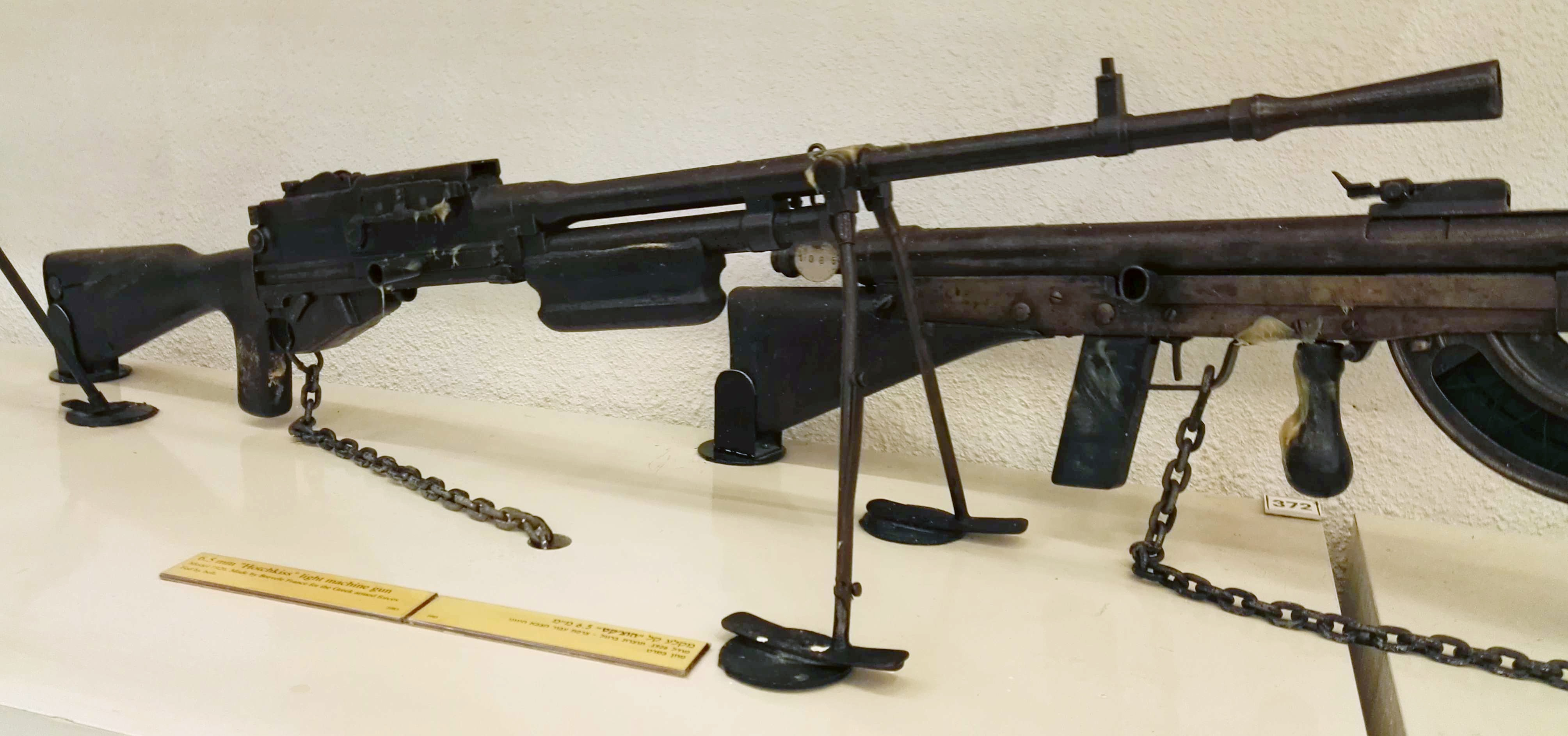
Hotchkiss 1922 (26 Grec).

Le Hotchkiss 1922 est un fusil mitrailleur conçu par l'entreprise Hotchkiss. Il ne fut jamais adopté en grand nombre par l'Armée française. Néanmoins, il fut exporté vers de nombreux pays européens et latino-américains sous les noms d'Hotchkiss 1926 ou Hotchkiss 1934.

## Présentation
Le FM modèle 1922 est une arme classique à crosse fixe, poignée pistolet et garde-main en bois. Il possède un bipied repliable non télescopique. Le levier d'armement est à droite comme la fenêtre d'éjection. Il est alimenté par un chargeur droit introduit par le dessus ou par bande (modèle grec). Son calibre variait avec l'utilisateur. La portée maximum est de 2 000 m.

## Les  Hotchkiss 1922 et 1934 en France
m
L'Armée du Levant et la  Garde Républicaine Indochinoise reçurent  des Hotchkiss  Mle 1934  qui furent employé lors des Guerre franco-thaïlandaise (1940-1941) et Guerre de Syrie (1941).

## Utilisateurs étrangers et guerres  du FM  Hotchkiss 1922/1926/1934
En plus de la France, qui utilisa surtout le fusil-mitrailleur de 7,5 mm modèle 1924/1929 D cette familles d'armes automatiques fut acquise ou utilisés par les pays suivants :
- Brésil
- République de Chine : version en 7,92 × 57 mm Mauser
- Espagne : version en 7 × 57 mm Mauser.
- Royaume de Grèce : Environ 6 000 exemplaires livrés aux forces armées grecques en date de 1940.
- Royaume-Uni : version en .303 British (essai avant adoption du BREN)
- Tchécoslovaquie : version en 7,92 × 57 mm Mauser mise en 1924 sous la forme de 1 000 FM Vz. 24 puis abandonnée à la suite de l'adoption du Vz. 26.
- Turquie : version en 7,92 × 57 mm Mauser

Ainsi, ces fusils-mitrailleurs exportés connurent un emploi lors de la guerre civile espagnole, de la Seconde guerre sino-japonaise mais aussi au cours de la Guerre civile chinoise.

## Données numériques

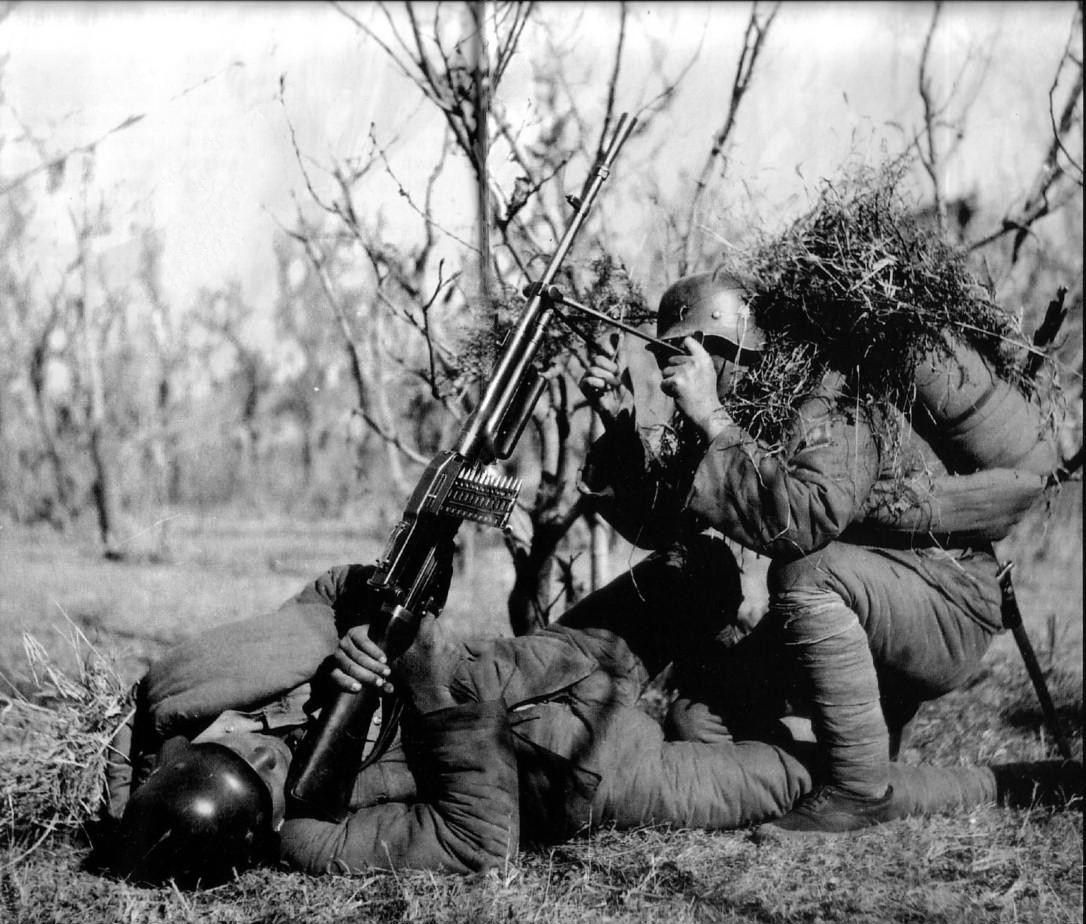
Soldats chinois de l'Armée nationale révolutionnaire tirant sur un avion japonais avec un Hotchkiss 1922 en 1937.

### Mle 22
- Munitions : 7mm Mauser/7,92 mm Mauser
- Longueur : 1,215 m
- Canon : 57,7 cm
- Masse : 
  - FM vide : 8,72 kg
  - FM chargé : 9,52 kg
- Chargeur : 25 ou 30 cartouches
- Cadence de tir théorique : 550 coups/min

### Mle 26 Grec
- Munitions : 6,5 mm Grec/7,92 mm Mauser
- Longueur : 1,215 m
- Canon : 57,7 cm
- Masse arme vide : 9,52 kg
- Alimentation : bande de 25 cartouches

### Mle 34
- Munitions : 7,5 mm 1929C
- Longueur : 1,215 m
- Canon : 57,7 cm
- Masse : 
  - FM vide : 8,72 kg
  - FM chargé : 9,52 kg
- Chargeur : 25 ou 30 cartouches
- Cadence de tir théorique : 550 coups/min

## Sources
(juin 2019).
Cette notice est issue de la lecture des revues spécialisées de langue française suivantes :
- Cibles (Fr)
- AMI (B, disparue en 1988)
- Gazette des armes (Fr)
- Action Guns (Fr)